# Pluuto
Pluuto, właściwie Henry Orłow (ur. 4 listopada 2002 w Tallinnie) – estoński piosenkarz, raper, autor tekstów i producent muzyczny.

## Życiorys
Pluuto rozpoczął swoją karierę w 2018 roku, gdy mając piętnaście lat wydał swoją pierwszą płytę pt. „Muhumaa Ülestõus” w serwisie SoundCloud. Płyta miała zostać wydana jako żart, jednak odniosła ona duże zainteresowanie i stała się szybko popularna w serwisie.
W 2019 roku wspomniał o nim brytyjski dziennik The Guardian, określając gatunek jego twórczości jako „SoundCloud rap”.
W styczniu 2019 roku udzielił wywiadu dla programu Terevisioon emitowanego przez krajowego nadawcę Eesti Rahvusringhääling (ERR).
Jest jednym ze współwłaścicieli wytwórni Wavy Music Entertainment, co czyni go jednym z najmłodszych właścicieli wytwórni muzycznych w Estonii.
We wrześniu 2020 wydał drugi album studyjny pt. „Päripäeva”. Album w tygodniku Eesti Ekspress uzyskał pozytywną recenzję krytyka muzycznego Siima Nestora, który ocenił go w skali 8 na 10.
3 września 2020 wraz z Grete Paią wystąpił podczas Eesti filmi – ja teleauhindade gala 2020, estońskiego festiwalu filmowego.
W październiku 2020 opublikował nagrany w Szwajcarii teledysk do utworu „Tesla” pochodzącego z wydanego miesiąc wcześniej albumu.
W listopadzie 2020 wraz z estońskim piosenkarzem i producentem Andriejem Zewakinem zakwalifikował się z utworem pt. „Wingman” do stawki Eesti Laul 2021, estońskich selekcji do 65. Konkursu Piosenki Eurowizji. 18 lutego 2021 duet pomyślnie przeszedł przez etap półfinałowy selekcji i dzięki głosom telewidzów zakwalifikował się do stawki finałowej. W finale, który został rozegrany 6 marca 2021 otrzymali 10 punktów w głosowaniu jury (2. miejsce) oraz 4 w głosowaniu widzów (7. miejsce), co złożyło się na 14 punktów (5. miejsce), jednocześnie nie pozwalając duetowi na uczestnictwo w superfinale selekcji.
2 listopada 2021 roku podpisał kontrakt z bałtyckim oddziałem Sony Music Entertainment, a trzy dni później wydał pierwszy singel nakładem wytwórni – „Deja vu”.

## Życie prywatne
Uczęszczał do Tallinna Saksa Gümnaasium w jednej z ośmiu dzielnic Tallinna, Mustamäe. Mieszka w Tallinnie. Jest w związku.

## Dyskografia

### Albumy
| Rok                                                           | Album | Najwyższa pozycja na liście |
| Rok                                                           | Album | EST                         |
| ------------------------------------------------------------- | --- | --------------------------- |
| 2018                                                          | Muhumaa Ülestõus - Wydany: 30 września 2018 - Wytwórnia: Wavy Music Entertainment - Format: digital download, media strumieniowe | 11                          |
| 2020                                                          | Päripäeva - Wydany: 11 września 2020 - Wytwórnia: Wavy Music Entertainment - Format: digital download, media strumieniowe        | X                           |
| „X” oznacza, że lista przebojów nie istniała w danym okresie. | |                             |

### Single

#### Jako główny artysta
| Rok | Tytuł                                     | Najwyższe pozycje na listach | Najwyższe pozycje na listach | Najwyższe pozycje na listach | Najwyższe pozycje na listach | Najwyższe pozycje na listach | Najwyższe pozycje na listach | Najwyższe pozycje na listach | Najwyższe pozycje na listach | Najwyższe pozycje na listach | Najwyższe pozycje na listach | Najwyższe pozycje na listach | Najwyższe pozycje na listach | Najwyższe pozycje na listach | Najwyższe pozycje na listach | Najwyższe pozycje na listach | Najwyższe pozycje na listach | Najwyższe pozycje na listach | Najwyższe pozycje na listach | Najwyższe pozycje na listach | Album            |
| Rok | Tytuł                                     | AirPlay                      | Apple Music                  | Apple Music                  | Apple Music                  | Deezer                       | iTunes                       | iTunes                       | iTunes                       | iTunes                       | iTunes                       | iTunes                       | iTunes                       | iTunes                       | iTunes                       | iTunes                       | iTunes                       | iTunes                       | Spotify                      | Spotify Viral                | Album            |
| Rok | Tytuł                                     | EST                          | EST                          | ANT                          | LAT                          | EST                          | EST                          | AUT                          | CZE                          | FIN                          | NLD                          | IRL                          | CAN                          | LTU                          | MLY                          | SWE                          | UK                           | ZEA                          | EST                          | EST                          | Album            |
| --- | ----------------------------------------- | ---------------------------- | ---------------------------- | ---------------------------- | ---------------------------- | ---------------------------- | ---------------------------- | ---------------------------- | ---------------------------- | ---------------------------- | ---------------------------- | ---------------------------- | ---------------------------- | ---------------------------- | ---------------------------- | ---------------------------- | ---------------------------- | ---------------------------- | ---------------------------- | ---------------------------- | ---------------- |
| 2018 | „Mõtetes”                                 | 4                            | 60                           | –                            | –                            | –                            | 177                          | –                            | –                            | –                            | –                            | –                            | –                            | –                            | –                            | –                            | –                            | 53                           | 19                           | 1                            | Muhumaa Ülestõus |
| 2018 | „Ma Luban”                                | –                            | –                            | –                            | –                            | –                            | 5                            | –                            | –                            | –                            | –                            | –                            | –                            | –                            | –                            | –                            | –                            | –                            | –                            | –                            | –                |
| 2019 | „Sinuuga”                                 | –                            | –                            | –                            | –                            | –                            | –                            | –                            | –                            | –                            | –                            | –                            | –                            | –                            | –                            | –                            | –                            | –                            | –                            | –                            | –                |
| 2019 | „Tsirkus” (oraz 5miinust i nublu)         | 1                            | –                            | –                            | –                            | –                            | –                            | –                            | –                            | –                            | –                            | –                            | –                            | –                            | –                            | –                            | –                            | –                            | 6                            | –                            | –                |
| 2019 | „Mesimagus” (oraz nublu)                  | 1                            | 50                           | –                            | –                            | –                            | 1                            | –                            | –                            | 75                           | –                            | –                            | –                            | –                            | –                            | –                            | –                            | –                            | 2                            | –                            | –                |
| 2019 | „Minu Mure”                               | 13                           | –                            | –                            | –                            | –                            | –                            | –                            | –                            | –                            | –                            | –                            | –                            | –                            | –                            | –                            | –                            | –                            | 38                           | –                            | –                |
| 2019 | „Veenus”                                  | 18                           | –                            | –                            | –                            | 79                           | 183                          | –                            | –                            | –                            | –                            | –                            | –                            | –                            | –                            | –                            | –                            | –                            | 55                           | 22                           | –                |
| 2019 | „SOS” (oraz Reket i nublu)                | 4                            | 64                           | –                            | –                            | 12                           | 1                            | –                            | –                            | –                            | –                            | –                            | –                            | –                            | –                            | –                            | –                            | –                            | 8                            | 4                            | –                |
| 2020 | „SOS (Siimi Remix)” (oraz Reket i nublu)  | 5                            | 178                          | –                            | –                            | 17                           | 2                            | –                            | –                            | –                            | –                            | 183                          | –                            | –                            | –                            | –                            | –                            | –                            | 13                           | 8                            | –                |
| 2020 | „Ei Keegi”                                | 19                           | –                            | –                            | –                            | –                            | 1                            | –                            | –                            | –                            | 112                          | –                            | –                            | –                            | –                            | –                            | –                            | –                            | 42                           | –                            | Päripäeva        |
| 2020 | „OD” (oraz Heleza)                        | 6                            | 159                          | –                            | –                            | –                            | 1                            | –                            | –                            | –                            | 183                          | –                            | –                            | –                            | –                            | –                            | –                            | –                            | 9                            | 16                           | Päripäeva        |
| 2020 | „Wingman” (oraz Andriej Zewakin)          | X                            | 29                           | –                            | –                            | 70                           | 7                            | –                            | –                            | –                            | –                            | –                            | –                            | –                            | –                            | 52                           | –                            | –                            | 2                            | 2                            | Eesti Laul 2021  |
| 2021 | „Deja vu”                                 | X                            | –                            | –                            | –                            | 90                           | 9                            | –                            | –                            | –                            | –                            | –                            | –                            | –                            | –                            | –                            | –                            | –                            | 6                            | 21                           | –                |
| 2022 | „Piranha” (oraz Cartoon)                  | X                            | –                            | –                            | –                            | 1                            | –                            | –                            | 8                            | –                            | –                            | –                            | –                            | –                            | 52                           | –                            | –                            | –                            | 35                           | 14                           | –                |
| 2022 | „Tal ei istu” (gościnnie: Ares)           | X                            | –                            | –                            | –                            | –                            | –                            | –                            | –                            | –                            | –                            | –                            | –                            | –                            | –                            | –                            | –                            | –                            | 14                           | –                            | –                |
| 2022 | „Sa oleks võinud öelda nii” (oraz Heleza) | X                            | 146                          | –                            | –                            | –                            | –                            | –                            | –                            | –                            | –                            | –                            | –                            | –                            | –                            | –                            | –                            | –                            | 4                            | –                            | –                |
| 2023 | „Ikka Siin”                               | X                            | –                            | –                            | –                            | 72                           | –                            | –                            | –                            | –                            | –                            | –                            | –                            | –                            | –                            | –                            | –                            | –                            | 11                           | –                            | –                |
| 2023 | „Ära Jää Mu Peale Lootma”                 | X                            | –                            | –                            | –                            | –                            | –                            | –                            | –                            | –                            | –                            | –                            | –                            | –                            | –                            | –                            | –                            | –                            | 34                           | –                            | –                |
| „–” oznacza, że singel nie był notowany na danej liście. „X” oznacza, że lista przebojów nie istniała w danym okresie. |                                           |                              |                              |                              |                              |                              |                              |                              |                              |                              |                              |                              |                              |                              |                              |                              |                              |                              |                              |                              |                  |

#### Jako gościnny artysta
| Rok | Tytuł                                                                        | Najwyższe pozycje na listach | Najwyższe pozycje na listach | Najwyższe pozycje na listach | Najwyższe pozycje na listach | Najwyższe pozycje na listach | Najwyższe pozycje na listach | Najwyższe pozycje na listach | Najwyższe pozycje na listach | Album       |
| Rok | Tytuł                                                                        | AirPlay                      | Apple Music                  | Deezer                       | iTunes                       | iTunes                       | iTunes                       | Spotify                      | Spotify Viral                | Album       |
| Rok | Tytuł                                                                        | EST                          | EST                          | EST                          | EST                          | NLD                          | RUS                          | EST                          | EST                          | Album       |
| --- | ---------------------------------------------------------------------------- | ---------------------------- | ---------------------------- | ---------------------------- | ---------------------------- | ---------------------------- | ---------------------------- | ---------------------------- | ---------------------------- | ----------- |
| 2019 | „Tinderella” (Villemdrillem, gościnnie: Pluuto)                              | –                            | –                            | –                            | 3                            | –                            | –                            | 2                            | 47                           | –           |
| 2020 | „Diva” (Leis, gościnnie: Pluuto)                                             | –                            | –                            | –                            | –                            | –                            | –                            | –                            | –                            | Sööme Hästi |
| 2020 | „Johnny Bravo” (Grete Paia, gościnnie: Pluuto)                               | 10                           | 113                          | 64                           | 2                            | 172                          | –                            | 17                           | 6                            | –           |
| 2021 | „Pseudonüüm” (Kaw, gościnnie: Pluuto)                                        | X                            | –                            | –                            | 1                            | –                            | –                            | 49                           | –                            | –           |
| 2022 | „Sucka Shit” (Margiiela, gościnnie: Beebi, Leis, Kaw, Pluuto, Villemdrillem) | X                            | 196                          | –                            | –                            | –                            | –                            | 14                           | 18                           | –           |
| 2023 | „Astusin Sisse” (Kirot, gościnnie: Pluuto, Arop)                             | X                            | –                            | –                            | –                            | –                            | –                            | 17                           | 33                           | –           |
| „–” oznacza, że singel nie był notowany na danej liście. „X” oznacza, że lista przebojów nie istniała w danym okresie. |                                                                              |                              |                              |                              |                              |                              |                              |                              |                              |             |

### Inne notowane utwory
| Rok                                                     | Tytuł                                                                        | Najwyższe pozycje na listach | Najwyższe pozycje na listach | Najwyższe pozycje na listach | Najwyższe pozycje na listach | Najwyższe pozycje na listach | Najwyższe pozycje na listach | Album            |
| Rok                                                     | Tytuł                                                                        | Deezer                       | iTunes                       | iTunes                       | iTunes                       | Spotify                      | Spotify Viral                | Album            |
| Rok                                                     | Tytuł                                                                        | EST                          | EST                          | FIN                          | ISR                          | EST                          | EST                          | Album            |
| ------------------------------------------------------- | ---------------------------------------------------------------------------- | ---------------------------- | ---------------------------- | ---------------------------- | ---------------------------- | ---------------------------- | ---------------------------- | ---------------- |
| 2019                                                    | „Armunud”                                                                    | –                            | 4                            | –                            | –                            | –                            | –                            | Muhumaa Ülestõus |
| 2019                                                    | „Kahevahel”                                                                  | –                            | –                            | 39                           | –                            | –                            | –                            | Muhumaa Ülestõus |
| 2019                                                    | „Kohe Minek”                                                                 | –                            | –                            | –                            | –                            | –                            | 38                           | Muhumaa Ülestõus |
| 2019                                                    | „Veenus” (Siimi Remix)                                                       | –                            | 34                           | –                            | –                            | –                            | –                            | –                |
| 2020                                                    | „Intro”                                                                      | –                            | –                            | –                            | –                            | 41                           | –                            | Päripäeva        |
| 2020                                                    | „Lowkey” (oraz Kaw)                                                          | –                            | 4                            | –                            | –                            | 17                           | –                            | Päripäeva        |
| 2020                                                    | „Tesla” (oraz Villemdrillem)                                                 | –                            | –                            | –                            | –                            | 7                            | –                            | Päripäeva        |
| 2020                                                    | „Mina Mitte Sina”                                                            | –                            | 3                            | –                            | –                            | 26                           | –                            | Päripäeva        |
| 2020                                                    | „Facetime”                                                                   | –                            | –                            | –                            | –                            | 32                           | –                            | Päripäeva        |
| 2020                                                    | „Nagu Alati”                                                                 | –                            | 5                            | –                            | –                            | 28                           | –                            | Päripäeva        |
| 2020                                                    | „Päripäeva”                                                                  | –                            | –                            | –                            | –                            | 35                           | –                            | Päripäeva        |
| 2020                                                    | „Sa Ei Tunne Mind” (oraz Margiiela)                                          | –                            | –                            | –                            | –                            | 37                           | –                            | Päripäeva        |
| 2020                                                    | „Öiti”                                                                       | –                            | –                            | –                            | –                            | 47                           | –                            | Päripäeva        |
| 2020                                                    | „Outro”                                                                      | –                            | –                            | –                            | –                            | 60                           | –                            | Päripäeva        |
| 2021                                                    | „Johnny Bravo (Kaitseväe Orkestri Versioon)” (Grete Paia, gościnnie: Pluuto) | 42                           | –                            | –                            | –                            | –                            | –                            | –                |
| 2021                                                    | „Wingman” (Righten Remix) (oraz Andriej Zewakin)                             | –                            | 10                           | –                            | 18                           | –                            | –                            | –                |
| „–” oznacza, że utwór nie był notowany na danej liście. |                                                                              |                              |                              |                              |                              |                              |                              |                  |

## Nagrody i nominacje
| Rok  | Konkurs                    | Kategoria                            | Nominowana praca | Rezultat  | Źr.    |
| ---- | -------------------------- | ------------------------------------ | ---------------- | --------- | ------ |
| 2018 | MyHits Awards 2018         | Artysta roku: SoundCloud             | Pluuto           | Nominacja | [ 8 ]  |
| 2021 | Eesti Muusikaauhinnad 2021 | Hip-hopowy/Rapowy/R&B-owy album roku | Päripäeva        | Nominacja | [ 64 ] |